# Пинеј
Пинеј (лат. Pinneus, Pineus; око 230 — 217. п. н. е.) је био син илирског краља Агрона и његове прве жене Тритеуте. Након Агронове смрти 230. п. н. е. његов син Пинеј је наследио престо, али је краљевством као регент владала краљица Теута, Агронова друга жена.
Пинеј је био дечак када је изгубио оца и када је његова маћеха Теута преузела контролу над Илирским краљевством. Међутим, локални властелини у краљевству су од Теуте тражили већу аутономију и она им је дала бојећи се да не изгуби свој положај. Њен поступак је схваћен као знак слабости па су, ван Теутиног утицаја, непослушници нападали и пљачкали бродове који су пролазили Јадранским и Јонским морем без обзира на заставу под којом су пловили. Ово је наравно нанело велику штету односима Илирије са другим земљама.
Посебно је Грчка била угрожена, јер се њена економија увелико ослањала на трговину морем. И римски бродови су били погођени, но Теутина политика изолационизма није остављала места за договор, чак је наредила да се преговарачи погубе. То је био повод за Први римско-илирски рат 229. п. н. е. Теута је у рату била поражена и присиљена да абдицира у корист Пинеја.
Пинеј није имао много среће на престолу. Војсковођа са Хвара, Деметрије Хварски, оженио је Пинејеву мајку Тритеуту и себе прогласио краљем Илирије. Даље, Деметрије Хварски је игнорисао споразум са Римом и удружио се са Македонцима, непријатељима Рима. Тако је почео Други римско-илирски рат 219. п. н. е. Рим је послао војску на Илирију, Деметрије је побегао у Македонију а Пинеј коначно постао краљ. Ипак, несрећни Пинеј никада у стварности није владао јер је изненада умро већ 217. п. н. е.